# Battaglia di Beda Fomm
La battaglia di Beda Fomm fu lo scontro finale dell'operazione Compass, l'offensiva dell'esercito britannico nella fase iniziale della campagna del Nord Africa, durante la seconda guerra mondiale.
I combattimenti, originati dall'arrivo delle forze blindate britanniche sulla strada costiera della Cirenaica per intercettare la ritirata dei resti della 10ª armata italiana, si conclusero con la completa vittoria britannica e con la resa delle superstiti truppe del Regio Esercito italiano.

## Preludio
Dopo la caduta di Derna, il 29 gennaio 1941, ai resti dell'armata italiana, guidata dal generale d'armata Giuseppe Tellera, (accompagnati da numerosi civili italiani fuggiti da Derna e Bengasi) non rimaneva che la fuga verso la Tripolitania, lungo le vie di Agedabia ed El Agheila.
Un distaccamento motorizzato inviato attraverso il deserto dal generale britannico Richard O'Connor, la cosiddetta Combe Force del colonnello John F. B. Combe, riuscì a precederli e bloccarli il pomeriggio del 5 febbraio; verso sera ai britannici si aggiunse la 4ª Brigata Corazzata del generale J. A. C. Caunter che consolidò in modo decisivo lo sbarramento attraverso la Via Balbia. Le forze blindate britanniche erano avanzate attraverso il deserto con grande rapidità e nell'ultima fase percorsero 270 km in trentatré ore, una prestazione senza precedenti nella storia della guerra.
La Combe Force consisteva di due squadroni di Autoblindo, uno dal 11º Reggimento Ussari e l'altro dalla 2ª Brigata Fucilieri, uno squadrone di autoblindo della RAF, sei cannoni da campo Ordnance QF 25 lb e nove cannoni portee anticarro Bofors 37 mm, per un totale 2 000 uomini.

## La battaglia

### 5 febbraio

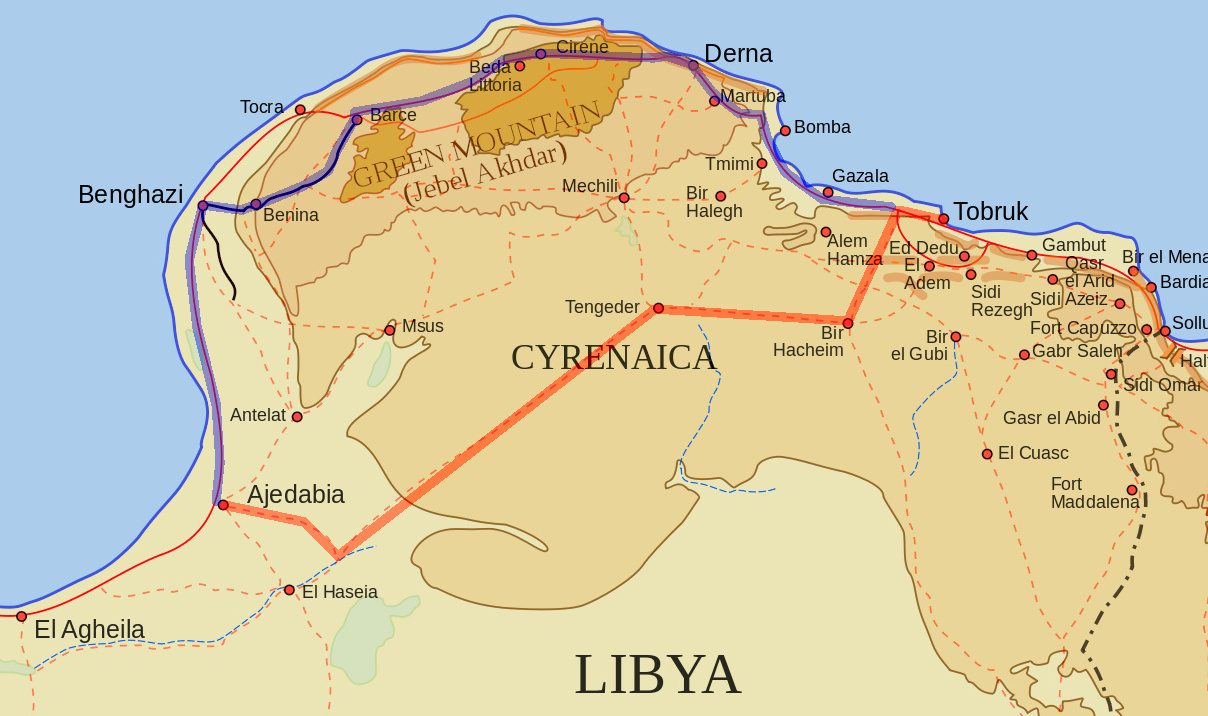
Le due strade tra Tobruch e Agedabia

Il 5 febbraio, la 6ª Divisione australiana avanzò lungo la Via Balbia, raggiungendo Barce nonostante i blocchi stradali e le mine nemiche. La Combe Force raggiunse Antelat al mattino e per le ore 12:30 i suoi esploratori osservavano già Beda Fomm e Sidi Saleh, a 50 km a sud-ovest di Antelat stessa e 30 km a nord di Agedabia. Poco dopo una colonna di convogli italiana finì nelle mine e venne attaccata dall'artiglieria, dai cannoni anticarro e dalle autoblindo gettando gli italiani nella confusione. Alcuni bersaglieri della 10ª Armata tentarono di avanzare lungo la stessa strada mentre altri tentavano di trovare delle vie di fuga dall'imboscata britannica.
I bersaglieri, senza l'aiuto dell'artiglieria, non ottennero risultati ma non cedettero e nel pomeriggio il loro attacco si intensificò. La 2ª Brigata Fucilieri britannica attraversò allora la Via Balbia tra le dune, per bloccare la via a sud, tra la strada e il mare. Anche un'unità della Combe Force venne inviata oltre il blocco stradale, attraverso il deserto, con alcuni cannoni anticarro e autoblindo per evitare che gli italiani si potessero muovere sul loro fianco. Diverse centinaia di prigionieri furono presi in questa trappola.
Mentre attendeva la 4ª Brigata Corazzata, Combe scovò più a nord un'area con una serie di basse e lunghe creste una accanto all'altra, dove i carri armati potevano nascondersi dalla strada e su cui potevano comunque sparare a breve distanza. La 4ª Brigata si mise in moto alle ore 7:30 e, viaggiando in fila indiana, giunse a Antelat alle ore 16:00, dove prese collegamento radio con gli uomini di Combe. Quest'ultimo aggiornò il comandante della brigata, il generale Caunter, il quale diede poi l'ordine di attaccare la colonna italiana per ridurre la pressione sulla Combe Force. Caunter ordinò al 7º Reggimento Ussari e all'artiglieria di dirigersi a tutta velocità lungo la Via Balbia, seguiti dai carri armati del 2º Royal Tank Regiment mentre il 3º Reggimento Ussari venne inviato a nord-est per tagliare la via da Soluch e Sceleidima. Il resto della brigata si diresse verso ovest, sulla sabbia piatta, sollevando nubi di polvere, giungendo infine anch'essi sulla Via Balbia.
Nonostante il carburante fosse scarso, il 7º Reggimento Ussari attaccò la colonna italiana, "rompendola" in più parti, passandoci in mezzo e sparando su qualunque cosa fosse sulla strada. Vi fu poco fuoco di risposta poiché la maggior parte degli italiani erano personale non combattente, o persino civile, e molti tentarono di fuggire nel deserto a ovest, impantanandosi nella sabbia. I camion italiani che trasportavano il carburante presero fuoco illuminando nel tramonto i bersagli per i cannoni britannici. L'artiglieria inglese non fu necessaria quindi il suo personale radunò 800 prigionieri e recuperò i veicoli italiani intatti, in particolar modo quelli che portavano carburante.
Sette carri incrociatori del 2º Royal Tank Regiment giunse a nord degli ussari e distrusse la batteria anticarro del campo d'aviazione di Benina grazie alla luce dei veicoli in fiamme. Con le tenebre gli attacchi si fermarono, la 4ª Brigata Corazzata fu costretta a estrarre il carburante dai veicoli italiani e prendere i rifornimenti delle unità nemiche per poter proseguire. Era previsto infatti un forte contrattacco italiano nella mattinata e i corazzati britannici furono costretti a ripiegare ad est per riarmarsi e fare il pieno di carburante. I movimenti dei veicoli e la ricognizione aerea mostrarono che gli italiani si erano riorganizzati, e rinforzati, e sarebbero giunti da nord. Due corazzati italiani furono avvistati nell'oscurità ma gli equipaggi si arresero ad un solo soldato britannico quando questo bussò sui loro portelli. Più a sud, una pattuglia con cannoni anticarro di una Brigata Fucilieri circondò su più punti una colonna italiana ferma e, dando l'impressione di essere unità più numerosa, l'attaccò su più fronti.
A nord, gli australiani catturarono Barce appena dopo che gli italiani riuscissero a far detonare un magazzino di munizioni e ritiratisi a Bengasi. Tellera dovette trattenere tutto il Raggruppamento "Babini", invece di inviarlo a sud in supporto a Bergonzoli, nel tentativo di sfondare le linee ad Agedabia. La 7ª Brigata Corazzata, con solo il 1º Reggimento Reale Carri e la maggior parte del 7º Gruppo di Supporto, si diressero verso ovest da Msus per catturare Sceleidima. Il suo forte era protetto dal Raggruppamento "Bignami", per bloccare la strada verso l'estremità nord della colonna italiana sulla Via Balbia. Il tentativo di sfondamento da sud non poteva essere totalmente rinforzato e gli italiani non si aspettavano di rimanere indisturbati per molto tempo da attacchi britannici lungo il convoglio o dall'avanzata australiana sulla Via Balbia. Quando il resto del Raggruppamento "Babini" giunse a Beda Fomm poteva essere supportato solo da gruppi improvvisati di fanteria e artiglieria, i quali non avevano idea della posizione dei britannici.

### 6 febbraio
Nella notte, Bergonzoli organizzò un attacco lungo la Via Balbia, per respingere indietro i difensori, e una manovra sul fianco est del Raggruppamento "Babini", attraverso il deserto, per giungere dietro la Combe Force che Bergonzoli riteneva concentrata sul blocco stradale, dopo la ritirata della 4ª Brigata Corazzata. Alle ore 08:30 le unità di Babini avanzarono senza il supporto dell'artiglieria e senza alcuna conoscenza della situazione oltre il primo pendio a est. Il generale Caunter aveva ordinato a carri leggeri di continuare a stuzzicare i fianchi del convoglio e che dei corazzati italiani se ne sarebbero occupati i carri incrociatori, entrambe le forze con il supporto dell'artiglieria. I britannici avevano 32 carri incrociatori e 42 carri leggeri sulla Via Balbia, con altri 18 carri più a nord come riserva. Il 7º Gruppo di Supporto, con il solo 1º Corpo Fucilieri Reali del Re e un po' di artiglieria, fu trattenuto a Sceleidima da un campo minato coperto dall'artiglieria e dai carri del distaccamento di Babini. Il reggimento di fucilieri poi perse contatto con la brigata e si perse in una tempesta di sabbia, fuori dalla portata di entrambe le aviazioni.
All'alba del 6 febbraio, gli australiani continuarono il loro attacco su Bengasi da nord e i fucilieri reali ottennero qualche lento progresso a Sceleidima, dove a Bignami fu ordinato di ritirarsi alle ore 10:00, di inviare il Raggruppamento "Babini" a sud per rinforzare il contrattacco e tenere i britannici lontani dalla retrovia della colonna; il 7º Gruppo di Supporto seguirono la ritirata, occuparono Soluch e inviarono pattuglie verso Ghemines e Bengasi. Nella mattinata, le pattuglie riportarono che la colonna italiana era lunga diversi chilometri. Il 2º Reggimento Reale Carri, arrivato al punto denominato dai britannici Pimple, una bassa collina circolare a ovest di Beda Fomm, poteva osservare la Via Balbia in entrambi i sensi. A ovest vi erano più di tre chilometri di sabbia piatta tra la strada e la costa. Il reggimento possedeva 19 carri incrociatori e 7 carri leggeri e doveva fermare la 10ª Armata con attacchi da est. A nord, il 7º Reggimento Ussari, con un carro incrociatore e 29 carri leggeri, fu inviato a trovare la fine settentrionale della colonna italiana e ad attaccarla. Uno squadrone di carri leggeri del 3º Reggimento Ussari doveva osservare il 1º Reggimento Reale Carri sulle piste che portavano a nord a Soluch e Sceledeima, da Antelat, il quale lasciò 7 carri incrociatori e 6 carri leggeri per attaccare il convoglio circa a sei chilometri e mezzo a nord di Beda Fomm.

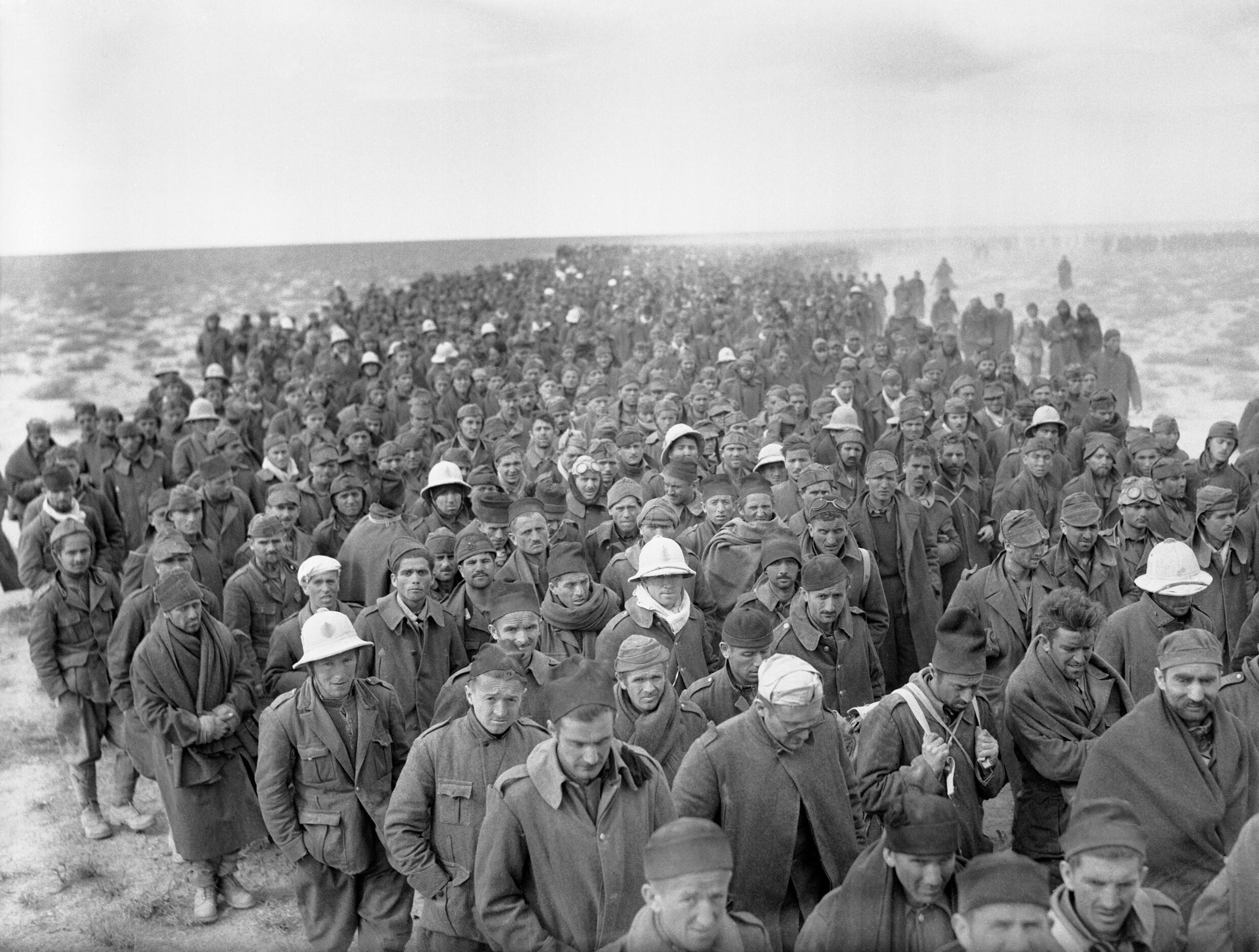
Soldati italiani prigionieri durante l'Operazione Compass

Lo squadrone A del 2º Reggimento Reale Carri, equipaggiato con Cruiser Mk III, subì l'attacco del Raggruppamento "Babini" alle ore 08:30. La prima ondata di dieci M13/40 avanzò lentamente e rimasero sorpresi quando le torrette dei carri incrociatori apparsero oltre la cresta a 550 m. Gli incrociatori rapidamente misero fuori uso otto M13/40, prima che i carri svanissero oltre il pendio. Poco dopo gli incrociatori attaccarono nuovamente e distrussero altri sette carri M13/40, con la stessa tattica. L'artiglieria italiana aprì quindi il fuoco sull'area ed ogni carro ancora operativo di Babini avanzò verso Pimple. Lo squadrone C, con i suoi lenti Cruiser Mk I e Mk II, arrivò in zona, coperto dalla polvere sollevata appositamente dall'artiglieria. I carri britannici avevano il vantaggio della radio, contrariamente alla maggior parte dei carri italiani che dovevano raggiungere un obiettivo e poi fermarsi affinché il comandante potesse uscire dal corazzato per ricevere ordini.
Alle ore 10:30, con poca visibilità, il 7º Reggimento Ussari tentò di trovare la retrovia della colonna italiana e tagliare la strada a ovest di Beda Fomm. Il convoglio era scortato dagli M13/40, i quali respinsero gli ussari e mostrarono che la 10ª Armata possedeva più di sessanta carri, nonostante molti fossero già stati distrutti. Il supporto del 1º Reggimento Reale Carri fu necessario ma, emersi dalla tempesta di sabbia vicino ad Antelat, dovette prima fare rifornimento. Gli M13/40 del Raggruppamento "Babini", mescolati nella colonna, tennero i carri leggeri a distanza ma questi riuscirono comunque a causare molti danni e confusione. Le unità della 4ª Brigata Corazzata si spostò di posizione in posizione tra i pendii vicino Pimple, attaccando la colonna finché non giunsero altri M13/40 da nord. La Combe Force poteva vedere lo scontro, facendo prigionieri gli italiani che ne sfuggivano e bombardando con l'artiglieria le unità italiane che sembravano più organizzate.
Quando altri mezzi italiani arrivarono con la pioggia presso Pimple, furono attaccati dai carri leggeri e incrociatori del 2º Reggimento Reale Carri, ovunque non vi fossero corazzati italiani a contrastarli. Entro mezzogiorno, quaranta carri medi italiani erano fuori uso e circa altri cinquanta furono abbandonati mentre i britannici persero solo 13 carri incrociatori. La retroguardia italiana arrivò nel pomeriggio e la concentrazione di carri e artiglieria permisero agli italiani di riprendere Pimple, aprendosi la via verso sud e continuare l'accerchiamento verso est. L'attacco del Raggruppamento "Babini" lasciò libero il convoglio di muoversi oltre Pimple, con lo Squadrone A però al suo inseguimento che sparando costrinse molti autisti ad abbandonare i veicoli o a dirigersi verso ovest, nel deserto, dove l'artiglieria inglese e i carri leggeri dello Squadrone C fecero 350 prigionieri.
Alle ore 15:00, il 7º Reggimento Ussari scovò il termine settentrionale della colonna italiana e lo attaccò; il 3º Reggimento Ussari a nord est di Beda Fomm affrontò gli uomini di Babini ma fu respinto e gli venne ordinato di tenere le posizioni, con gli italiani che si rimpossessarono di Pimple. Il 1º Reggimento Reale Carri giunse da Antelat con l'oscurità della notte e intercettò il Raggruppamento "Babini" mentre gli italiani attraversavano Pimple. Non vi fu uno scontro stavolta e Bergonzoli inviò le unità di Babini a ovest tra le dune, poiché gli inglesi dovevano riarmarsi per poter combattere e non erano in grado di fermare la colonna principale italiana. Caunter ordinò così alla 4ª Brigata Corazzata di organizzarsi per riposare, vicino alla Combe Force.
Il 6 febbraio, la Combe Force aveva affrontato degli attacchi ben organizzati con artiglieria e corazzati, che furono respinti dall'artiglieria britannica e dai cannoni anticarro. La fanteria italiana aveva usato dei carri danneggiati come copertura per l'avanzata, mentre molti uomini persero la speranza e si arresero. Nella notte, altri carri giunsero da Pimple: quattro furono fermati da mine e colpi di cannone, quattro riuscirono a passare con qualche danno lieve e il resto vi rinunciò. Nella notte tra il 6 e il 7 febbraio, il comandante australiano Mackay, che aveva appena preso Bengasi, eseguì l'ordine di O'Connor di attaccare la coda della colonna della 10ª Armata. Poco prima dell'alba del 7 febbraio, il 7º Gruppo di Supporto attaccò i convogli italiani lungo la Via Balbia e dal deserto a est. Gli italiani però avevano appena trenta carri e avevano pianificato di aprirsi la via attraverso la Combe Force all'alba, prima che i britannici potessero attaccarli al fianco e dalla retrovia.
L'attacco britannico ebbe il supporto dell'artiglieria. La fanteria della 2ª Brigata Fucilieri dovette rimanere al riparo per non essere sopraffatti dai carri italiani che si stavano concentrando sull'artiglieria nemica. Quando i carri passarono oltre le loro postazioni, i fanti britannici aprirono il fuoco sulla loro controparte italiana che seguiva i mezzi corazzati. Gli M13 italiani infine furono fermati tutti quanti, nonostante ai britannici rimanesse un solo cannone anticarro alla fine della battaglia; l'ultimo assalto italiano vide infatti circa 30 carri in azione, contrastati da un tiro controcarri dato da una batteria di cannoni autotrasportati da 37 mm Bofors (un lotto di queste armi era stato comprato qualche tempo prima dall'esercito inglese ad integrazione dei 2 libbre); c'erano 12 cannoni e dopo una dura battaglia, l'ultimo ancora efficiente fermò gli ultimi 5 carri italiani, uno dei quali a breve distanza dal QG britannico della 2ª brigata. La colonna italiana, ora senza più corazzati di supporto, fu quindi circondata su tre lati dalla 4ª Brigata Corazzata e, a quel punto, si arrese. L'area di Beda Fomm era ormai diventata una lunga linea di 24 km di veicoli abbandonati se non distrutti. I britannici fecero circa 25 000 prigionieri, incluso il generale Tellera che venne trovato in un M13 e le cui ferite si resero poi mortali, i generali Bergonzoli e Cona, i loro staff, oltre ai generali Bignami e Babini.

## Conseguenze
La sconfitta della 10ª Armata significò che i britannici potevano occupare e tenere la Cirenaica con poche navi, uomini e aerei, finché l'offensiva non fosse terminata. I comandanti di Marina e Aeronautica britannici erano contrari ad un'ulteriore offensiva, avendo già supportato due campagne terrestri, rifornito Malta e protetto l'Egitto dalla crescente minaccia della Luftwaffe tedesca. Il 9 febbraio, Churchill ordinò che l'avanzata si fermasse e le truppe fossero ridispiegate nella campagna in Grecia, per contrastare gli italiani e impedire un'invasione tedesca. L'11 febbraio, Wavell suggerì comunque di continuare l'offensiva al di là delle opposizioni dei comandanti delle altre forze armate, poiché l'8 dello stesso mese l'11º Reggimento Ussari, in pattuglia senza copertura aerea a est di Sirte, fece diversi prigionieri, recuperando materiali ed equipaggiamenti nemici nelle difese impreparate italiane.
Le prime truppe degli Afrikakorps tedeschi sbarcarono in Tripolitania l'11 febbraio, come parte dell'Operazione Sonnenblume. Comandati da Erwin Rommel, i tedeschi si diressero verso est affrontando con unità meglio equipaggiate i britannici, i quali vivevano un temporaneo momento di debolezza. Il 25 marzo, il generale Italo Gariboldi sostituì Rodolfo Graziani, il quale aveva chiesto di essere sollevato dall'incarico di governatore generale della Libia. Archibald Wavell, nel frattempo, nominò il generale Wilson governatore militare di Cirenaica e sciolse il quartier generale del XIII Corpo d'Armata, rinominato Western Desert Force, disperdendo in altre unità l'oramai abile ed esperto personale. Il 14 febbraio, gli ussari britannici subirono il più devastante attacco aereo che avessero mai vissuto, per mano dei bombardieri in picchiata Ju 87 Stuka tedeschi che entrarono sin da subito nel vivo della guerra in nordafrica.